# ブリッジの会
ブリッジの会（ブリッジのかい）は、立憲民主党のグループ。通称、江田グループ。
2017年秋頃、旧立憲民主党と希望の党に分裂した元民進党議員を糾合する目的で江田憲司を中心に結成された。

## 沿革

### 超党派グループとして設立
2017年秋、ブリッジの会設立。この時点では、立憲民主党、希望の党、民進党の超党派グループであった。
2018年秋、国会会期中の木曜日昼に意見・情報交換を行う定例会を開始。

### 新・立憲民主党時代
2020年9月15日 新・立憲民主党が設立され、立憲民主党内のグループとなる。

#### 2021年立憲民主党代表選挙
11月9日、国会内で会合を開催。会合後、江田は記者団の取材に「3、4人くらいから『江田さん、やってくれ』みたいな話があったのは事実」と語った。
11月16日、「代表代行として枝野幸男を支えきれなかった」として不出馬を表明。

#### 2024年立憲民主党代表選挙
8月20日、江田憲司が自身が率いるグループの議員に立候補を要請され「真摯に受け止める」と述べ、意欲を示した。
9月7日、吉田晴美との候補者一本化に合意、吉田に譲る形で立候補を見送った。

## 現在の構成

### 役員
| 会長     |
| -------- |
| 江田憲司 |

### 所属議員
| 衆議院議員（21人）            | 衆議院議員（21人）            | 衆議院議員（21人）                   | 衆議院議員（21人）                    |
| ----------------------------- | ----------------------------- | ------------------------------------ | ------------------------------------- |
| 江田憲司 （8回、神奈川8区）   | 末松義規 （8回、東京19区）    | 田嶋要 （8回、千葉1区）              | 牧義夫 （8回、愛知4区）               |
| 福田昭夫 （7回、栃木2区）     | 青柳陽一郎 （5回、神奈川6区） | 井坂信彦 （4回、兵庫1区）            | 落合貴之 （4回、東京6区）             |
| 坂本祐之輔 （4回、埼玉10区）  | 篠原豪 （4回、神奈川1区）     | 森山浩行 （4回、比例近畿・大阪16区） | 山崎誠 （4回、比例南関東・神奈川5区） |
| 源馬謙太郎 （3回、静岡8区）   | 桜井周 （3回、兵庫6区）       | 中谷一馬 （3回、神奈川7区）          | 緑川貴士 （3回、秋田2区）             |
| 早稲田夕季 （3回、神奈川4区） | 藤岡隆雄 （2回、栃木4区）     | 太栄志 （2回、神奈川13区）           | 升田世喜男 （2回、比例東北・青森1区） |
| 米山隆一 （2回、新潟4区）     |                               |                                      |                                       |
| 参議院議員（1人）             |                               |                                      |                                       |
| 牧山弘恵 （4回、神奈川県）    |                               |                                      |                                       |

## 過去の在籍者

### その他国政選挙落選・引退者
※は、国政選挙落選者、◆は、政界を引退した者。括弧内は、議員でなくなった時点での議会所属。
- 小沼巧[注 4]※（参・茨城県）
- 真山勇一[注 1]◆（参・神奈川県）
- 川田龍平[注 1][注 2]※（参・比例区）